# Rotuma
Rotuma è una dipendenza delle isole Figi, costituita dall'isola principale, Rotuma, e diverse altre piccole isolette: Hatana, Hạf Liua, Solkope, Solnoho e Uea.
Questo arcipelago è sede di un piccolo ma unico gruppo indigeno che costituisce un'importante e riconosciuta minoranza tra la popolazione delle Figi, parlando la lingua rotumana. Al censimento del 2017 la sua popolazione ammontava a 1.600 unità, a cui bisognerebbe sommare i circa 7.000 indigeni che sono migrati nelle isole maggiori dalla fine del ventesimo secolo.